# Monterey Park
Monterey Park ist eine Stadt im Los Angeles County im US-Bundesstaat Kalifornien, Vereinigte Staaten, mit 61.096 Einwohnern (Stand: 2020). Die geographischen Koordinaten sind: 34,05° Nord, 118,13° West. Das Stadtgebiet hat eine Größe von 19,9 km².
Das Motto lautet „Pride in the past, Faith in the future“ („Stolz auf die Vergangenheit, Glaube an die Zukunft“).

## Geschichte
Vor der spanischen Kolonisation war das Gebiet von Tongva-Indianern bevölkert. Die Indianer lebten in Gebäuden mit Dom-ähnlichen Strukturen.
Im frühen 19. Jahrhundert war das Gebiet Teil der Mission San Gabriel und später der Rancho San Antonio. Bis 1870 waren viele Tongva durch Krankheiten der Alten Welt umgekommen.

## Gegenwart
In den 1980er Jahren wurde der Ort Little Taipei (Kleines Taipei) genannt. Viele Geschäfte aus Chinatown, Los Angeles öffneten Filialen hier. Seit 1990 hat Monterey Park eine Mehrheit von Einwohnern asiatischer Abstammung. Heutzutage sind viele Studenten in der Stadt in der zweiten oder dritten Generation asiatischer Abstammung. In den späten 1980er Jahren wurde eine englischsprachige Ausschilderung gesetzlich durchgesetzt.
Seit den früheren 1990er Jahren hört man meist die kantonesische Sprache in chinesischen Geschäften, weil die Immigranten aus Taiwan nicht mehr dominieren.
Bei Feiern zum chinesischen Neujahrsfest wurden am 21. Januar 2023 zehn Menschen erschossen.
Während die in den Vereinigten Staaten geborene Latino-Bevölkerung abnimmt, kommen neue Immigranten aus Mexiko hinzu.

## Persönlichkeiten
- Bob Mackie (* 1939), Modedesigner und Kostümbildner
- Lance Larson (1940–2024), Schwimmer
- Bolo Yeung  (* 1946), Schauspieler und Kampfkünstler
- Randy Credico (* 1954), Komiker, Radiomoderator und politischer Aktivist
- Mary Page Keller (* 1961), Schauspielerin
- Vania King (* 1989), Tennisspielerin